# Möser
Möser is een gemeente in de Duitse deelstaat Saksen-Anhalt, en maakt deel uit van de Landkreis Jerichower Land.
Möser telt 8.383 inwoners.

## Indeling gemeente
De volgende Ortsteile maken deel uit van de gemeente:
- Alt Lostau
- Hohenwarthe
- Kanalsiedlung
- Körbelitz
- Lostau
- Möser
- Neu Külzau
- Ottohof
- Pietzpuhl
- Schermen

Biederitz ·
Burg ·
Elbe-Parey ·
Genthin ·
Gommern ·
Jerichow ·
Möckern ·
Möser